# Xiphophyllum unicolor
Xiphophyllum unicolor är en insektsart som beskrevs av Max Beier 1960. Xiphophyllum unicolor ingår i släktet Xiphophyllum och familjen vårtbitare. Inga underarter finns listade i Catalogue of Life.